# Маркт Ташендорф
Маркт Ташендорф (њем. Markt Taschendorf) град је у њемачкој савезној држави Баварска. Једно је од 38 општинских средишта округа Нојштат ан дер Ајш-Бад Виндсхајм. Према процјени из 2010. у граду је живјело 1.041 становника. Посједује регионалну шифру (AGS) 9575147.

## Географски и демографски подаци
Маркт Ташендорф се налази у савезној држави Баварска у округу Нојштат ан дер Ајш-Бад Виндсхајм. Град се налази на надморској висини од 343 метра. Површина општине износи 27,7 km². У самом граду је, према процјени из 2010. године, живјело 1.041 становника. Просјечна густина становништва износи 38 становника/km².